# John Joseph Morrissey
John J(oseph) Morrissey (New York, 9 november 1906 – ?, 1993) was een Amerikaans componist, muziekpedagoog en dirigent.

## Levensloop
Morrissey studeerde aan het lerarencollege van de Columbia-universiteit in New York en behaalde aldaar zowel zijn Bachelor of Music alsook zijn Master of Music. Vervolgens werd hij voor vijf jaar docent aan deze instelling. Daarnaar werd hij docent aan de muziekafdeling aan de Tulane University in New Orleans. Verder was hij directeur van de harmonieorkesten en later hoofd van de muziekafdeling aan dit instituut. Tijdens en kort na de Tweede Wereldoorlog werkte hij ook als dirigent van het Army Service Forces Radio Orchestra, met wie hij een hele reeks van plaatopnames maakte. In 1968 ging hij met pensioen.
Naast vele bewerkingen van klassieke werken voor harmonieorkest (Ritual Fire Dance uit "El Amor brujo" van Manuel de Falla; The Peanut Vendor van Moises Simons; Jungle drums van Ernesto Lecuona; Parade of the wooden soldiers van Leon Jessel; What is this thing called love van Cole Porter; Manhattan etc.) heeft hij ook vele composities voor dit medium op zijn naam staan.

## Composities

### Werken voor harmonieorkest
- 1951 Bayou beguine
- 1952 Four Episodes
- 1952 Hey, Pedro!
- 1952 Skyline overture
- 1953 Ceremonial march
- 1953 Green acres, ouverture
- 1954 Three Sketches for Band
- 1954 Hullabaloo (samen met: Lucie Lee Wing)
- 1954 Main Street, U. S. A. Overture
- 1954 Soliloquy, solo voor trompet of kornet en harmonieorkest
- 1955 Concerto grosso, voor 2 trompetten, trombone (of eufonium) en harmonieorkest
- 1955 Papaya
- 1956 Dance fantasy for band
- 1956 Song for trombone, voor trombone en harmonieorkest
- 1957 Songs for band
- 1958 Nightfall, voor klarinet (of altsaxofoon) en harmonieorkest
- 1958 Swing your partner
- 1960 Bahama holiday
- 1960 Little march for band
- 1961 Fiesta of the Charros
- 1961 Ghost town
- 1961 Toy fair
- 1961 Viva Mexico! symfonische suite voor harmonieorkest
- 1962 Ole; a samba for band
- 1962 Songs of the Islands
  1. Song of the Islands
  2. Tomi-tomi
  3. Aloha Oe (Farewell to thee)
- 1963 Music for a Ceremony
- 1964 Bravura for trumpets, voor trompetten en harmonieorkest
- 1965 Circus parade
- 1965 Elegy for band
- 1968 Royal Processional[2]
- An American Weekend, suite
- Ballad for Evening, voor eufonium solo en harmonieorkest
- Carnival Day in New Orleans
- Concertino
- Divertissement
- Interlude, voor klarinet solo en harmonieorkest
- Maracaibo
- Martinique
- Overture Allegro

### Kamermuziek
- 1951 In the still of the night, voor klarinetkwartet
- 1951 Tenderly, voor klarinetkwartet
- 1951 The Surrey with the fringe on top, voor kopersextet
- 1952 I love you, voor klarinetkwartet
- 1952 Love walked in, voor klarinetkwartet
- 1952 "S'posin'", voor klarinetkwartet
- 1952 You'll never walk alone, voor kopersextet
- 1954 Soliloquy, solo voor trompet of kornet en piano
- 1958 Nightfall, voor klarinet (of altsaxofoon) en piano
- 1960 Hoopla, voor dwarsfluit (of piccolo) en piano
- 1960 Song for trombone, voor trombone (of eufonium) en piano
- 1979 Smoke gets in your eyes, voor klarinetkwartet
- Ol' man river, voor kopersextet